# Handley Page Marathon
El Handley Page (Reading) HPR.1 Marathon fue un avión de transporte civil británico de cuatro motores, capaz de acomodar hasta 20 pasajeros. Fue diseñado por Miles Aircraft Limited y fabricado en gran medida por Handley Page (Reading) Limited (que adquirió los bienes de Miles) en el Aeródromo de Woodley (Berkshire), Reading, Inglaterra.
Presentado originalmente al Ministerio del Aire como un monoplano de ala alta de cuatro motores que pesaba casi 16 500 libras, el concepto fue bien recibido por el Comité Brabazon, que envió instrucciones a Miles para que siguiera adelante. Mientras proseguía el desarrollo, varias agencias discutieron sobre las especificaciones del avión, provocando múltiples intentos de cambiar el diseño a mitad del mismo, aunque se retrasara el progreso y aumentaran los costes. Los retrasos en la emisión de un pedido en firme contribuyeron a la quiebra de Miles, y después de eso sus bienes fueron adquiridos por Handley Page, que formó la subsidiaria Handley Page (Reading) Limited para producir el Marathon.
El Marathon representó varios hitos, siendo el primer avión de cuatro motores de Miles, así como su primer diseño totalmente metálico; también se reconoció que el Marathon fue el primer transporte británico en cumplir con la rigurosa Organización de Aviación Civil Internacional (ICAO). Sin embargo, la falta de participación comercial en las especificaciones para las que el avión había sido construido, probablemente contribuyó a la tibia respuesta recibida por los operadores, optando British European Airways (BEA) por no introducir el modelo, a pesar de comprar siete de ellos con intenciones de hacerlo. El mayor operador del Marathon fue la Real Fuerza Aérea, donde el modelo fue usado principalmente como entrenador de navegación.

## Diseño y desarrollo

### Antecedentes
Los orígenes del Marathon están estrechamente asociados con las oportunidades ofrecidas por el Comité Brabazon, que buscaba dirigir óptimamente los esfuerzos de la industria aeronáutica británica para el mercado civil de posguerra. Los trabajos en el proyecto habían comenzado bajo Miles Aircraft Limited, habiendo sido concebido como un monoplano de ala baja en voladizo de cuatro motores, ideado como un sucesor natural del De Havilland Express de preguerra. La dirección de Miles estaba convencida de que habría un mercado considerable para un avión mayor, pero hubo alguna disputa acerca de cuánto mayor debería ser, con propuestas internas variando de las 12 000 a las 20 000 libras, mientras que algunos diseñadores pugnaban por usar un par de motores Bristol capaces de dar 1100 hp en lugar de cuatro De Havilland Gipsy Queen de 330 hp. Se decidió comprometerse con un avión cuatrimotor con un ala alta que pesara aproximadamente 16 500 libras; la propuesta fue presentada al Ministerio del Aire para su revisión, resultando en que la Especificación 18/44 fuese redactada de acuerdo con la misma.
Si bien el concepto recibió rápidamente la aprobación del Comité Brabazon, que le asignó la designación Type 5a, Miles no recibió un contrato directo inmediatamente; en su lugar, la especificación fue lanzada a licitación pública durante mayo de 1944. A pesar de que se presentaron ofertas rivales desde compañías como Percival y Armstrong Whitworth, el diseño de Miles fue seleccionado como ganador, enviándose a la compañía instrucciones para proceder con el desarrollo en octubre del mismo año. Según la convención de la época, el desarrollo y los pedidos fueron supervisados solamente por el Ministerio del Aire, prohibiendo a Miles la comunicación directa con los operadores comerciales en busca de aportes en sus requerimientos o sugerencias.
En abril de 1945, la mayor parte de las características de diseño del avión, que fue designado M.60 Marathon, ya habían sido acordadas. El Marathon incorporaba numerosas características modernas, incluyendo su construcción totalmente metálica, siendo el primer avión de Miles en ser fabricado de esta manera, así como siendo el primer diseño de cuatro  motores de la compañía. Alrededor de la última etapa de desarrollo, los trabajos se prolongaron debido a la participación de multitud de agencias estatales que se involucraron y presionaron para que se incorporaran sus propios y diversos requisitos, siendo algunos contradictorios y, en ocasiones, poco prácticos de conseguir, como el uso de una cabina presurizada o un nivel muy alto de solidez estructural. Esto dio lugar a numerosas disputas sobre qué grupos tenían autoridad para anularse entre sí y provocó un considerable desperdicio de recursos en el proyecto.

### En vuelo y toma de control por parte de Handley Page
Se  construyeron en total tres prototipos para el proceso de desarrollo, realizando el primero de ellos el primer vuelo del modelo el 19 de mayo de 1956. Las pruebas de vuelo del Marathon dieron resultados positivos desde el principio; durante sus pruebas oficiales, el avión fue descrito como el aeroplano polimotor más agradable que nunca hubiese sido manejado por sus pilotos de pruebas. También se reconoció que el Marathon fue el primer avión de transporte británico en cumplir con los exigentes requerimientos de seguridad de la Organización de Aviación Civil Internacional (ICAO). Sin embargo, el 10 de mayo de 1948, sucedió una tragedia cuando uno de los prototipos se perdió durante la realización de las pruebas oficiales celebradas en RAF Boscombe Down; la pérdida fue atribuida a un error del piloto, al no ajustar las aletas en su posición normal, resultando en un fallo estructural en vuelo.
Mientras que Miles había trabajado en el Marathon bajo sus instrucciones de acometida, la emisión de un contrato de producción por las autoridades británicas era cualquier cosa excepto rápido. El segundo prototipo estaba en vuelo y el tercero en un avanzado estado antes de que las negociaciones dirigidas a tal contrato tuvieran éxito, pero para entonces ya era muy tarde para la compañía. Miles había experimentado persistentes dificultades económicas y contaba con que se encargaran al menos 100 Marathon; sin embargo, el contrato de producción inicial que surgió sólo encargaba 50 aviones, de los que 30 estaban destinados a British European Airways (BEA), mientras que 20 ejemplares fueron destinados a British Overseas Airways Corporation (BOAC), que ya tenía intención de revender sus aviones a otras aerolíneas.
Además, se realizaron esfuerzos para desarrollar el avión, siendo quizás el más significativo el reemplazo de sus cuatro motores de pistón por una disposición alternativa de dos motores turbohélice; las provisiones para tal remotorización ya se habían realizado en el diseño original del Marathon. El 19 de mayo de 1947, el Ministerio del Aire emitió la Especificación 15/46 solicitando una versión del Marathon propulsada por turbohélice, lo que llevó a que inmediatamente después comenzaran los trabajos formales. Según la especificación, el nuevo Armstrong Siddeley Mamba fue seleccionado para propulsar esta variante (denominada M.69 Marathon II), pero también se consideró el uso alternativo de motores Rolls Royce Dart.Se comenzó la construcción de un único prototipo con dos motores Mamba en 1947, que realizó su primer vuelo el 23 de julio de 1949, momento en el que fue el tercer avión británico en volar con motores turbohélice. El prototipo de motores Mamba fue más tarde reequipado con motores radiales Alvis Leonides Major (denominado HPR.5 Marathon) y usado para ayudar en el desarrollo del proyectado Handley Page Herald.
Incapaz de asegurar solvencia, la compañía Miles se vio forzada a declarar la quiebra a finales de 1947, poco después de lo cual la compañía rival Handley Page compró la mayor parte de sus activos, incluyendo la fábrica de la firma en Woodley, cerca de Reading, Berkshire, junto con los derechos de diseño del Marathon. Handley Page reorganizó su nueva adquisición como la filial Handley Page (Reading) Limited, y de inmediato se propuso producir el Marathon. Irónicamente, Handley Page fue capaz de asegurar un precio de venta considerablemente más alto para el modelo que el solicitado a Miles. Entre 1948 y 1950, se fabricó un total de 40 Marathon.

## Historia operacional

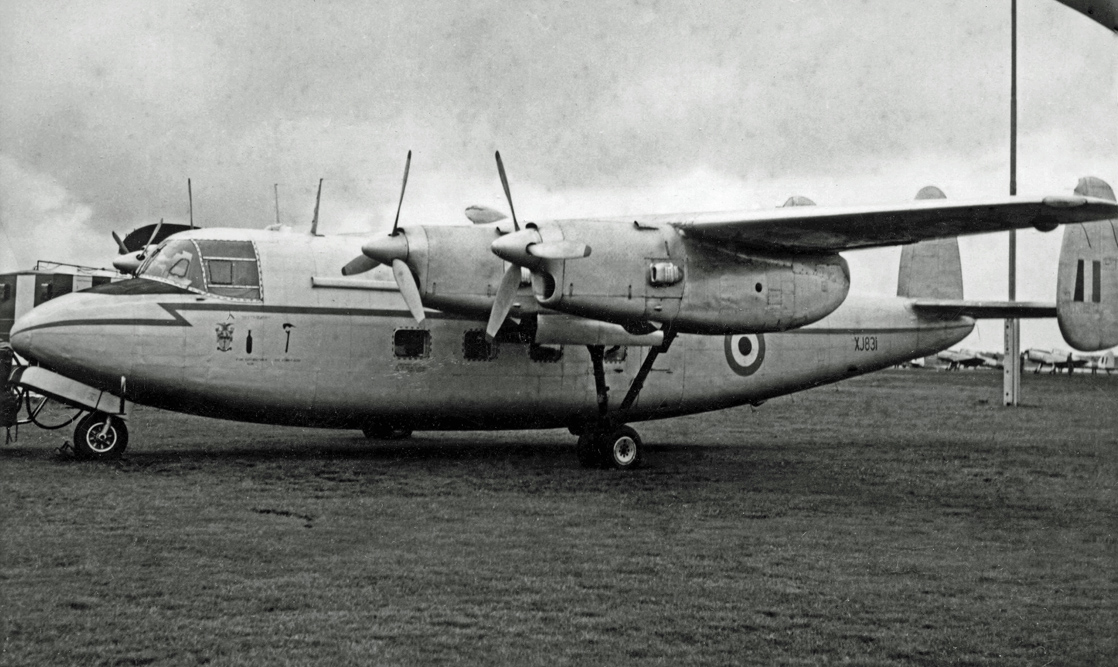
Marathon 1A del Royal Aircraft Establishment en septiembre de 1956.

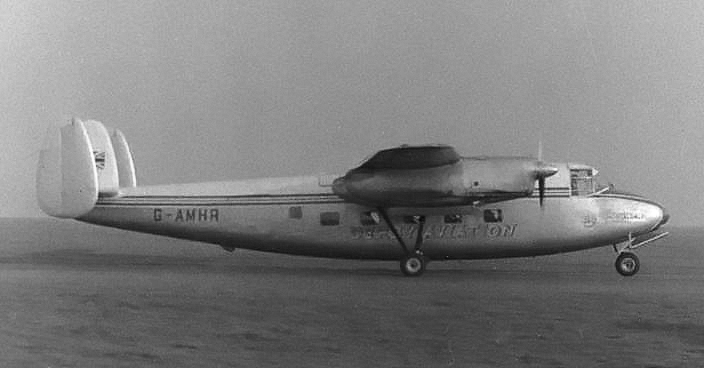
HPR.1 Marathon de Derby Aviation en el Aeropuerto de Mánchester en octubre de 1956.

El 14 de enero de 1950, el primer avión Marathon I de producción (matriculado G-ALUB), salió de Woodley para realizar una gira de ventas de 40 000 millas, llegando a Australia y Nueva Zelanda. El mismo avión fue pintado posteriormente con los colores de BEA como "Rob Roy" en septiembre de 1951, y fue mostrado a la aerolínea en Heathrow. Durante las pruebas de aceptación de BEA, se determinó que el Marathon no era un reemplazo adecuado para el De Havilland Dragon Rapide, y por ello el pedido fue reducido a siete aviones, no siendo aceptado ninguno por BEA. Según el autor sobre aviación Don Brown, BEA había decidido cancelar sus planes de introducir el Marathon en febrero de 1952, principalmente como resultado de que las autoridades gubernamentales no hubiesen considerado los requerimientos de la aerolínea.
Se entregaron seis Marathon a la West African Airways Corporation a finales de 1952 para operar dentro y entre las colonias británicas en aquella región. El modelo fue reemplazado completamente durante 1954 por el De Havilland Heron. Los últimos tres aviones de producción recibieron depósitos mayores y fueron vendidos a Union of Burma Airways, que los operó en la región durante varios años.
El Ministerio de Suministros acabó con hasta 30 Marathon devueltos o sin vender, y enseguida buscó usos para ellos. La mayor parte de los aviones excedentes fueron desviados para ser usados por la Real Fuerza Aérea como entrenadores de navegación, recibiendo la designación Marathon T.Mk II, junto con numerosas modificaciones internas para realizar sus tareas. Muchos de los 28 aviones recibidos desde principios de 1953 fueron volados por la No. 2 Air Navigation School en RAF Thorney Island, Hants. Un total de 16 aviones fue transferido a RAF Topcliffe, Yorks, en junio de 1958, cuando la No.1 Air Navigation School fue reubicada allí. En febrero de 1959, sólo ocho aviones estaban en condiciones de vuelo. Aparte de la falta de fiabilidad mecánica, se informó que el Marathon poseía una compensación de cola relativamente pesada, un techo absoluto de 9500 pies y un régimen de ascenso de sólo 300 pies por minuto. Los últimos entrenadores de navegación Marathon fueron retirados en abril de 1959, después de lo cual, la mayor parte fue rápidamente desguazada. Unos pocos Marathon fueron operados por otros usuarios militares británicos, incluyendo el Royal Aircraft Establishment.
Tres Marathon fueron adquiridos en 1955 por Derby Aviation, basada en el aeropuerto de Burnaston, cerca de Derby, y predecesora de British Midland Airways. Los aviones fueron usados en vuelos regulares dentro del Reino Unido y a las Islas del Canal, hasta su retirada en 1960. Dos aviones (G-ALVY/XA252 y G-AMER/XA261) fueron devueltos desde la RAF a F.G. Miles en Shoreham para su planeado uso en vuelos regulares, pero esto no sucedió finalmente y fueron desguazados en 1962. Un avión fue entregado a Jordania en septiembre de 1954 para el uso personal del rey Huséin I de Jordania.
No se conoce que existan células supervivientes, pero la sección superior del fuselaje del M.60 Marathon G-AMGW estaba almacenada en Woodley, Reino Unido, como parte de la Miles Collection, alrededor del año 2000.

## Variantes
Miles M.60 Marathon
Prototipos construidos por Miles, dos fabricados.
Miles M.69 Marathon II
Versión construida por Miles propulsada por dos motores turbohélice Mamba, creada para British European Airways, sólo un prototipo fabricado.
Handley Page (Reading) HPR.1 Marathon I
Aviones de producción construidos por Handley Page, 40 fabricados.
Handley Page (Reading) HPR.1 Marathon T.Mk II
Versión del Marathon I de entrenamiento de navegación militar, 28 modificados.
Handley Page (Reading) HPR.5 Marathon
El M.69 remotorizado por Handley Page con dos motores radiales Alvis Leonides Major y usado como bancada.

## Operadores

### Civiles
Birmania
- Union of Burma Airways[19]

 Japón
- Far East Airlines[19]

 Nigeria
- West African Airways Corporation[19]

 Reino Unido
- British European Airways (no operado en servicio de pasajeros)[19]
- Derby Aviation[19]

### Militares y gubernamentales
Alemania
- Gobierno de Alemania Occidental[19]

 Jordania
- Fuerza Aérea de la Legión Árabe[19]

 Reino Unido
- Aeroplane and Armament Experimental Establishment[20]
- Empire Test Pilot School[20]
- Real Fuerza Aérea
  - No. 1 Air Navigation School[20]
  - No. 2 Air Navigation School[20]
  - No. 8 Flying Training School[20]

## Accidentes e incidentes
- 10 de mayo de 1948: el prototipo G-AGPD, siendo operado por el Aeroplane and Armament Experimental Establishment, se estrelló cerca de Amesbury, Wiltshire, Reino Unido.[19]
- 4 de agosto de 1953: el XY-ACX, un Marathon IA de Union of Burma Airways, resultó dañado sin posibilidad de reparación en Myaungmya, Birmania.[19]
- 30 de septiembre de 1954: el XA271, un Marathon T.II de la Real Fuerza Aérea, se estrelló tras un fallo estructural en vuelo, cerca de Calne, Wiltshire, Reino Unido.[19][20]
- 9 de enero de 1956: el XA254, un Marathon T.II de la Real Fuerza Aérea, resultó dañado sin posibilidad de reparación cuando se salió de pista en RAF Topcliffe, el tren de aterrizaje fue retraído como intento de detención del avión.[20]
- 30 de octubre de 1957: el XA256, un Marathon T.II de la Real Fuerza Aérea, resultó dañado sin posibilidad de reparación después de que el tren de aterrizaje colapsara en un hangar en RAF Thorney Island.[19][20]
- 16 de noviembre de 1957: el XA251, un Marathon T.II de la Real Fuerza Aérea, resultó dañado sin posibilidad de reparación.[19]
- 10 de diciembre de 1957: el XA250, un Marathon T.II de la Real Fuerza Aérea, resultó dañado sin posibilidad de reparación durante un accidente al aterrizar. Una pata del tren se atascó y colapsó al aterrizar en RAF Topcliffe, Yorkshire, Reino Unido.[19][20]
- 11 de febrero de 1958: el XA268, un Marathon T.II de la Real Fuerza Aérea, resultó dañado sin posibilidad de reparación al aterrizar en RAF Topcliffe, cuando la rueda de morro se desprendió.[19][20]
- 22 de abril de 1958: el XA273, un Marathon T.II de la Real Fuerza Aérea, resultó dañado sin posibilidad de reparación después de que el tren de aterrizaje colapsara en RAF Topcliffe.[19]
- 5 de mayo de 1958: el XA253, un Marathon T.II de la Real Fuerza Aérea, resultó dañado sin posibilidad de reparación después de que el tren de aterrizaje fuera retraído por error en lugar de los flaps, en tierra, en RAF Topcliffe.

## Especificaciones (Marathon I)
Referencia datos: British Civil Aircraft since 1919: Volume 2.

### Características generales
- Tripulación: Dos
- Capacidad: 20 pasajeros
- Longitud: 15,9 m (52,1 ft)
- Envergadura: 19,8 m (65 ft)
- Altura: 4,3 m (14,1 ft)
- Superficie alar: 46,3 m² (498,4 ft²)
- Perfil alar: NACA 23018 (raíz), NACA 230009 (punta)[22]
- Peso vacío: 5302 kg (11 685,6 lb)
- Peso máximo al despegue: 8278 kg (18 244,7 lb)
- Planta motriz: 4× motor lineal de 6 cilindros refrigerado por aire de Havilland Gipsy Queen 70-3.
  - Potencia: 250 kW (345 HP; 340 CV) cada uno.
- Hélices: Tripala
- Capacidad de combustible: 1100 L (normal)[22]

### Rendimiento
- Velocidad máxima operativa (Vno): 375 km/h (233 MPH; 202 kt)
- Velocidad crucero (Vc): 323 km/h (201 MPH; 174 kt)
- Alcance: 1505 km (813 nmi; 935 mi)
- Techo de vuelo: 5500 m (18 045 ft)
- Régimen de ascenso: 3 m/s (594 ft/min)
- Carrera de despegue (hasta 15 m (50 pies)): 780 m[22]
- Distancia de aterrizaje (desde 15 m (50 pies)): 570 m[22]

## Aeronaves relacionadas

### Secuencias de designación
- Secuencia M._ (interna de Miles): ← M.50 - M.52 - M.57 - M.60 - M.65 - M.68 - M.69 - M.71 - M.75 - M.76 →
- Secuencia HPR._ (interna de Handley Page Reading): HPR.1 - HPR.2 - HPR.3 - HPR.5 - HPR.7 - HPR.8